# Bandeira de Monserrate
A Bandeira de Monserrate foi adotada em 10 de Abril de 1909.

## História

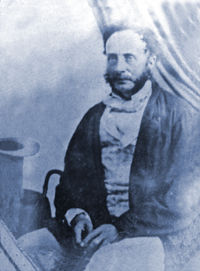
Sir Benjamin Pine, governador e criador do brasão de Monserrate

O brasão de armas de Monserrate fazia parte de uma concessão de armas compostas dada à colônia britânica das Ilhas Leeward em 1909. O escudo foi desenhado pelo então governador Sir Benjamin Pine. Contudo, apesar de ter brasão próprio, a bandeira oficialmente usada era da da colônia das Ilhas Leeward (que consistia em várias ilhas administradas pelos britânicos na região), que se dissolveu em 1958, para a formação da Federação das Índias Ocidentais e, logo em seguida, fazendo de Monserrate uma colônia isolada.

Bandeira usada entre 1871 e 1958, quando fazia parte das Ilhas Leeward
Bandeira usada entre 1958 e 1962, quando fazia parte da Federação das Índias Ocidentais

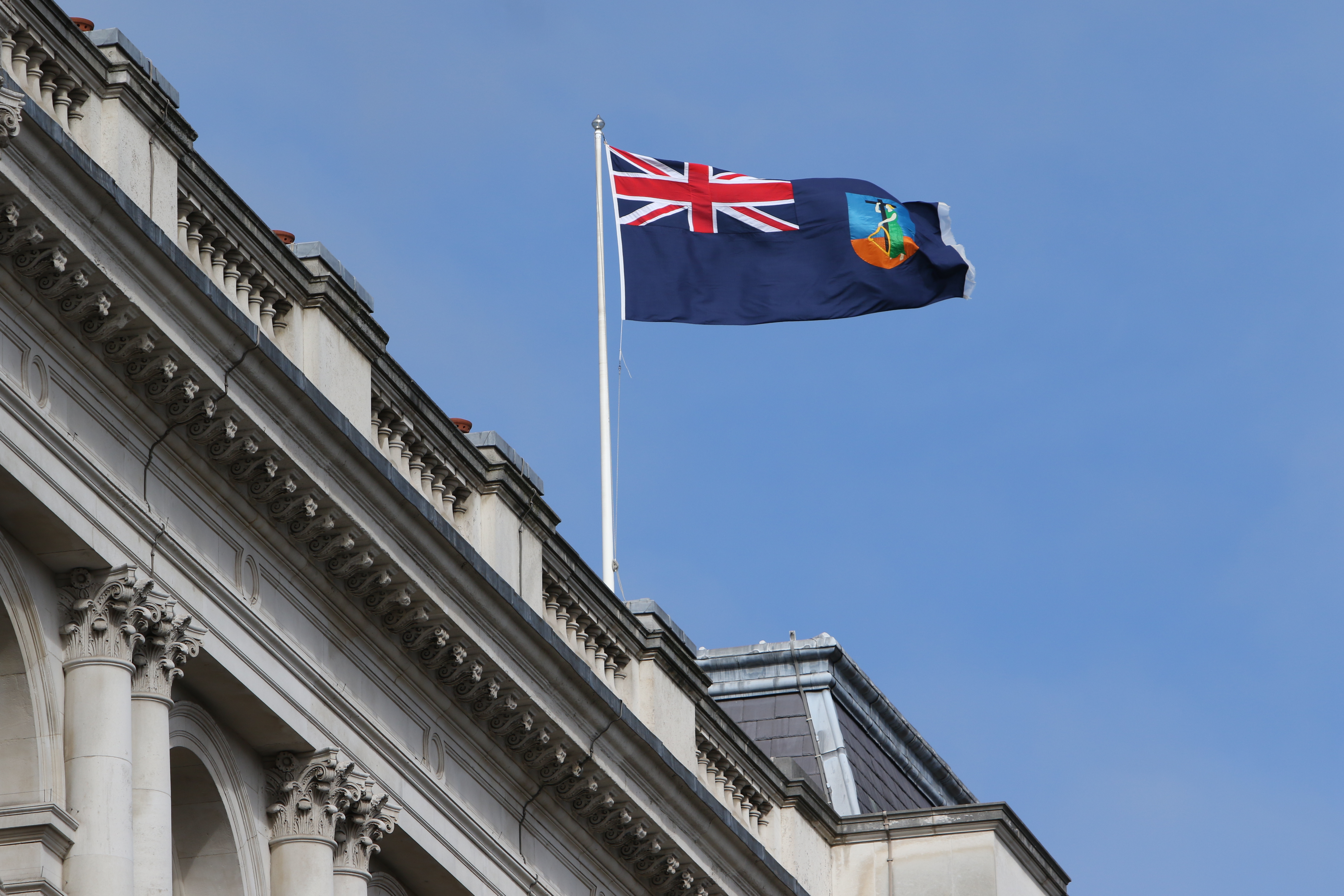
A bandeira do território tremulando no edifício do Ministério das Relações Exteriores em Londres

Uma bandeira própria foi adotada em 1962 com desenho semelhante ao atual. A diferença consistia no fato de que o brasão possuia dimensões menores e não possuia uma linha branca que o separasse do campo azul. Essa versão foi usada até 1999, quando seu tamanho foi ampliado e alinha banca inserida. Essa mudança ocorreu porque, em 1999, o Ministério da Defesa do reino Unido encarregado das bandeiras, decidiu, em consulta ao College of Arms, que os escudos em muitas bandeiras britânicas eram muito pequenos para identificação. Eles também não combinaram com as bandeiras mais recentes concedidas diretamente pela rainha, através do College of Arms, que possuem distintivos muito maiores. Assim, o Ministério da Defesa decidiu aumentar o tamanho dos brasões das bandeiras dos Territórios Ultramarinos Britânicos.

Bandeira usada no período entre 1962 e 1999

## Características

Escudo do brasão de Monserrate

Seu desenho consiste em um retângulo de proporção comprimento-largura de 2:1. É um pavilhão britânico azul com o escudo do Brasão de armas de Monserrate no batente (lado direito da bandeira). O azul da bandeira é o Pantone 281C, e o vermelho, 186C.
| Cor | Sistema Pantone | CMYK        | RGB           | Hex     |
| --- | --------------- | ----------- | ------------- | ------- |
|     | Branco          | 0.0.0.0     | 255, 255, 255 | #FFFFFF |
|     | Azul 281C       | 100.78.0.57 | 0, 32, 91     | #00205B |
|     | Vermelho 186C   | 0.100.80.5  | 200, 16, 46   | #C8102E |

O escudo é do tipo clássico orlado uma estreita faixa branca com partição cortada, ou seja, dividido horizontalmente em duas partes, sendo uma superior azul celeste e a inferior marrom. O escudo também contém os seguintes elementos: uma mulher voltada para a esquerda usando um vestido verde segurando uma cruz escura e uma harpa amarela. A proporção da altura do escudo em relação à altura da bandeira é de 1:2, ou seja, metade da altura total.

## Simbolismo
A Cruz Latina ou crux immissa é um tradicional símbolo católico. A mulher que aparece no escudo é Erin, a personificação nacional da Irlanda, bem como a harpa dourada, outro símbolo irlandês. Essa referência à Irlanda remete aos imigrantes irlandeses que instalaram-se na ilha em 1632. O azul também representa consciência, confiabilidade, determinação e retidão.
A cor azul da bandeira representa determinação, confiabilidade, retidão e consciência. A cor verde do vestido de Érin é também um dos símbolos tradicionais do povo irlandês.

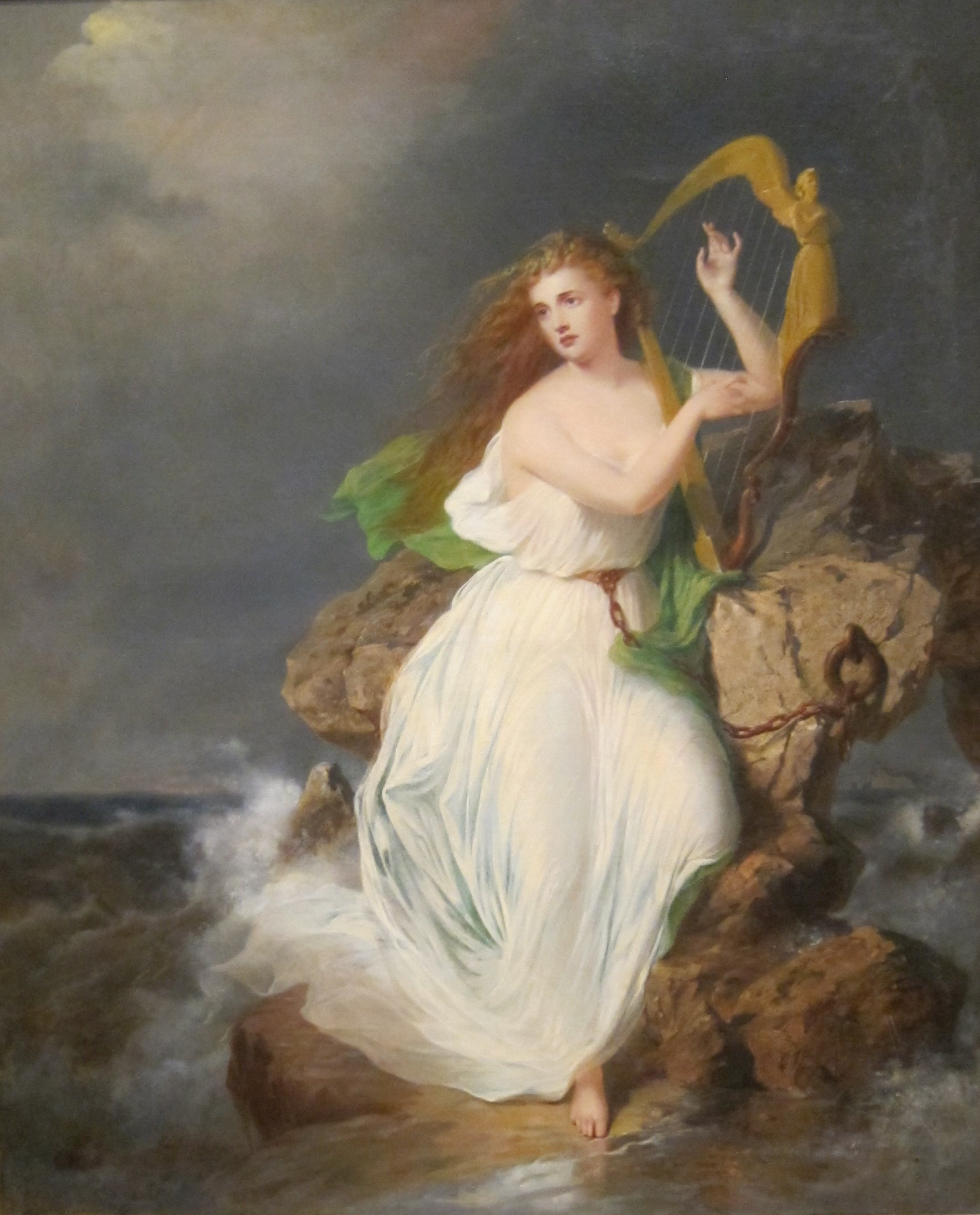
Erin é a personificação da Irlanda. Pintura ″The Harp of Erin″ (a harpa de Érin) de Thomas Buchanan Read]]
A harpa dourada é uma figura heráldica fortemente associada à Irlanda. na imagem, o Brasão de armas da República da Irlanda
A Cruz Latina ou crux immissa é um tradicional símbolo católico

## Usos
O hasteamento da bandeira é uma prática padrão do governo de Monserrate sempre que o país lamentar a perda de pessoas que serviram a Monserrate com distinção e nos níveis mais altos.

## Bandeira do Governador

Bandeira do governador

O governador de Monserrate possui uma bandeira separada. A bandeira do governador consiste em uma bandeira da União com o brasão de armas no seu centro. Essa bandeira foi introduzida após a dissolução das Ilhas Leeward em 1958, quando Monserrate se tornou uma entidade colonial separada.